# Платовский сельсовет (Оренбургская область)
Платовский сельсовет — сельское поселение в Новосергиевском районе Оренбургской области Российской Федерации.
Административный центр — село Платовка.

## История
Статус и границы сельского поселения установлены Законом Оренбургской области от 9 марта 2005 года № 1906/314-III-ОЗ «О муниципальных образованиях в составе муниципального образования Новосергиевский район Оренбургской области»

## Население
| 2010  | 2012  | 2013  | 2014  | 2015  | 2016  | 2017  |
| ----- | ----- | ----- | ----- | ----- | ----- | ----- |
| 1529  | ↘1520 | ↘1509 | ↘1506 | ↘1503 | ↗1518 | ↘1495 |
| 2018  | 2019  | 2020  | 2021  |       |       |       |
| ↘1464 | ↘1454 | ↘1415 | ↘1381 |       |       |       |

## Состав сельского поселения
| № | Населённый пункт | Тип населённого пункта       | Население |
| - | ---------------- | ---------------------------- | --------- |
| 1 | Александровка    | село                         | 90        |
| 2 | Верхняя Платовка | село                         | 230       |
| 3 | Дубовая Роща     | село                         | 14        |
| 4 | Платовка         | село, административный центр | 695       |
| 5 | Платовка         | железнодорожная станция      | 500       |

## Известные уроженцы
- Полувешкин Пётр Васильевич (1900— после 1985г.) — советский военачальник, полковник. Родился в селе Александровка.